# 米沢慧
米沢 慧（よねざわ けい、1942年 - ）は、日本の都市建築論、家族論・医事などの評論家。
長寿社会のケア活動を模索する「ファミリー・トライアングルの会」世話人。「AKIHIKOゼミ」「ヨネザワ・ゼミ」主宰。

## 来歴
島根県奥出雲生まれ。早稲田大学教育学部卒。都市論、建築論、家族論からも近年は終末期医療、ホスピスなどについて発言している。

## 著書
- 『都市の貌』冬樹社　1979、新版1990
- 『<住む>という思想』冬樹社　1982
- 『事件としての住居』大和書房　1990
- 『都市の貌』冬樹社　1990
- 『ビートたけし 芸・事件・大衆』春秋社　1992
- 『「幸せに死ぬ」ということ ターミナルライフの発見』洋泉社　1998
- 『往きのいのちと還りのいのち 臓器移植・ホスピス・ターミナルライフ』ボーダーインク　2001　ボーダーブックス
- 『「還りのいのち」を支える 老親を介護、看取り、見送るということ』主婦の友社 2002
- 『ホスピスという力 死のケアとはなにか』日本医療企画　2002
- 『病院化社会をいきる 医療の位相学』雲母書房　2006
- 『自然死への道』朝日新書　2011
- 『いのちを受けとめるかたちー身寄りになること』木星舎　2015
- 『看護師のための明治文学ー漱石の時代の介抱・看病・介護』日本医療企画　2018

## 共著
- 『岡村昭彦報道写真集』杉岡博隆, 米沢慧 編 講談社 1986
- 『ファミリィトライアングル 高齢化社会を超えて』神山睦美、米沢慧　春秋社　1995
- 『いのちに寄りそって 往復書簡』内藤いづみ、米沢慧　オフィス・エム　1999
- 『ホスピス宣言 ホスピスで生きるということ』山崎章郎、米沢慧　春秋社　2000
- 『老いの手前にたって』芹沢俊介、米沢慧　春秋社　2002
- 『新ホスピス宣言 スピリチュアルケアをめぐって』山崎章郎、米沢慧　雲母書房　2006
- 『いのちのレッスン 往復書簡』内藤いづみ、米沢慧　雲母書房　2009
- 『病院で死ぬのはもったいない 〈いのち〉を受けとめる新しい町へ』山崎章郎、二ノ坂保喜、 米沢慧　春秋社　2012
- 「市民ホスピスへの道ー〈いのち〉の受けとめ手になること』山崎章郎、二ノ坂保喜、米沢慧共著　春秋社　2015
- 『さいごまで「自分らしく」あるためにーホスピスの現場から』山崎章郎、二ノ坂保喜、佐藤健、米沢慧共著　2018
- 『岡村昭彦といのちの思想ーホスピス・生命倫理をめぐって』対談：高草木光一、米沢慧　静岡県立大学附属図書館　2018